# Герб Острова Мен
Герб острова Мен (англ. Coat of arms of the Isle of Man) є срібним трискеліоном, із золотими шпорами і наколінниками, у криваво-червоному полі.
Герб був дарований острову королівським указом від 12 липня 1996 року. До цього на острові використовувалася спрощена версія герба.

## Історія герба
Герб складається зі щита з трискеліоном на червоному полі. Трискеліон є одним зі стародавніх символів, що використовуються на острові Мен. З двох боків щит тримають два птахи: сокіл та крук.
Сокіл присутній завдяки своїй важливій ролі в історії острова: коли Генріх IV передав права на володіння островом серові Джону Стенлі в 1405 році, однією з умов, окрім феодальної присяги, було те, що правитель острова передасть двох сапсанів йому, а також кожному майбутньому королеві Англії в день його коронації.
Ця традиція зберігалася до коронації Георга VI в 1822 році. Крук використаний як птах, що є присутнім у багатьох легендах острова. Герб вінчає корона св. Едуарда, яка символізує британського монарха, що є офіційним правителем острова.
Крук є птахом легенд і забобонів, тому на острові розташовано багато місць, що мають ім'я «Ворон» у назві. Але особливе значення ворони мають у германсько-скандинавській міфології, де вони вважалися птахами  верховного бога Одіна. Круки Одіна Гугін і Мунін облітали весь світ і повідомляли йому про те, що бачили. Імена птахів означають, відповідно, «думка» і «пам'ять».
Скандинавський елемент вельми сильний історії та культурі острова, тому присутність крука як щитотримача невипадкова.

## Девіз
Латинський девіз острова Мен Quocunque Jeceris Stabit, який буквально перекладається як «Як не кинеш, стоятиме», присутній і в його гербі. Про використання цього девізу на острові вперше повідомляється близько 1300 року. Раніше цей девіз уже використовував Клан МакЛеодів з Льюїса, середньовічні шотландські лорди Островів, держава яких після 1266 року охоплювала й острів Мен.
Девіз на гербі: «Quocunque Jeceris Stabit» (лат. "Як не кинеш, стоятиме")
Герб також присутній на прапорі острова.